# Scopula idnothogramma
Scopula idnothogramma là một loài bướm đêm trong họ Geometridae.